# Chalaw Sonthong
Chalaw Sonthong (in thailandese ชลอ สุนทร; 1932) è un ex cestista thailandese.

## Carriera
Con Thailandia ha disputato i Giochi olimpici di Melbourne 1956.